# Ocyptamus colombianus
Ocyptamus colombianus är en tvåvingeart som först beskrevs av Charles Howard Curran 1941.  Ocyptamus colombianus ingår i släktet Ocyptamus och familjen blomflugor.
Artens utbredningsområde är Colombia. Inga underarter finns listade i Catalogue of Life.